# Vinko Černic
Vinko Černic (tudi Vinko Cerniz), slovenski učitelj in družbeni delavec, * 4. januar 1845, Šempeter pri Gorici, † 22. februar 1886, Šempeter pri Gorici.

## Življenje in delo
Njegov oče Blaž je bil cerkovnik in posestnik. Mati mu je bila cerkovnica Marija (rojena Sever). Končal je ljudsko šolo, gimnazijo in dva letnika učiteljišča ter kmetijsko strokovno šolo. Kot učitelj je bil, kot je zapisal Učiteljski list (letnik 1923, str. 24), »spreten šolnik, neutrudljiv stanovski buditelj in narodni organizator«. Po njem so 1870-ta leta 19. stoletja imenovali kar »Černičevo«. Bil je to čas taborskega gibanja, Černič pa je bil zvest učenec Karla Lavriča. V času, ko je služboval v Šempetru je narodno življenje v tem kraju doživelo izreden razcvet. Bil je dober zborovodja. Pevski zbor katerega je vodil je slovel po vsej goriški. V strokovnem pogledu se je zavzemal, da bi imeli učitelji dobro izobrazbo. Ko je bilo v Gorici ustanovljeno Okrajno učiteljsko društvo je postal Černič prvi predsednik društva in ga vodil do leta 1884. Njegova velika zasluga je bila tudi, da je društvo pričelo izdajati učiteljsko strokovno glasilo Šola. Glasilo je izhajalo v letih 1880−84, Černic pa je bil organizator, izdajatelj, urednik in pisec člankov. Za tisti čas je bil list zelo dober, strogo strokoven. Glasilo je zamrlo, ko je Černič zaradi bolezni vedno težje opravljal svoj poklic.